# برکه‌ماهی‌های جنوبی
برکه‌ماهی‌های جنوبی (نام علمی: Austrolebias) نام یک سرده از خانواده ساده‌لبان است.